# فرانك فرنسيسكو
فرانك فرنسيسكو هو لاعب كرة قاعدة دومينيكاني، ولد في 11 سبتمبر 1979 في سانتو دومينغو في جمهورية الدومينيكان.

## وصلات خارجية
- فرانك فرنسيسكو على موقع دوري كرة القاعدة الرئيسي (الإنجليزية)
- فرانك فرنسيسكو على موقعبيزبول رفرنس.كوم (الدوري الرئيسي) (الإنجليزية)
- فرانك فرنسيسكو على موقعبيزبول رفرنس.كوم (الدوري الثانوي) (الإنجليزية)
- فرانك فرنسيسكو على موقع إي إس بي إن.كوم (أم.أل.بي) (الإنجليزية)
- فرانك فرنسيسكو على موقع مشجعي الرسوم البيانية (الإنجليزية)